# Старые Калтасы
Старые Калтасы (баш. Иҫке Ҡалтасы) — деревня в Калтасинском районе Республики Башкортостан Российской Федерации. Входит в состав Калтасинского сельсовета.

## География

### Географическое положение
Расстояние до:
- районного центра (Калтасы): 2 км,
- центра сельсовета (Калтасы): 2 км,
- ближайшей ж/д станции (Янаул): 55 км.

## Население
| 2002 | 2009 | 2010 |
| ---- | ---- | ---- |
| 616  | ↗673 | ↘518 |

Национальный состав
Согласно переписи 2002 года, преобладающая национальность — марийцы (68 %).